# ماکاجی بوکار
ماکاجی بوکار (انگلیسی: Makadji Boukar؛ زادهٔ ۱۹ ژانویهٔ ۱۹۸۴) بازیکن فوتبال اهل کامرون است.
از باشگاه‌هایی که در آن بازی کرده است می‌توان به باشگاه فوتبال نیروی هوایی، باشگاه ورزشی الزورا، باشگاه ورزشی واشاش، باشگاه فوتبال النهضه عمان، و باشگاه فوتبال الشرطه (عراق) اشاره کرد.
وی همچنین در تیم ملی فوتبال کامرون بازی کرده است.